# Fernando Luís Mouzinho de Albuquerque (tenente-coronel)
Fernando Luís Mouzinho de Albuquerque (Fundão, Fundão, 19 de Julho de 1817 – Lisboa, 14 de Dezembro de 1890) foi um militar, empresário, jornalista, escritor, poeta e político português.

## Família
Era filho primogénito de Luís da Silva Mouzinho de Albuquerque e de sua mulher e prima-irmã Ana Mascarenhas de Ataíde.

## Biografia
Fidalgo de geração, Oficial do Exército, valente militar e erudito homem de letras, jornalista distinto, poliglota, versado no Grego e no Latim, humorista delicioso, perlustrou a galeria dos clássicos nacionais e estrangeiros. Sem ser Engenheiro mereceu a honra de ir a Londres, em Comissão do Governo, estudar as dragas a vapor, e foi o primeiro que entre os Portugueses trabalhou com elas. Tomou parte activa nos sucessos guerreiros da política do seu tempo, tendo-se batido pela primeira vez em 1837, na Acção do Chão da Feira, à frente do Batalhão Académico. Serviu na Arma de Infantaria na Batalha do Alto Viso, também como Comandante do Batalhão Académico, e em Artilharia na Divisão Auxiliar a Espanha. Na Acção do Chão da Feira caiu varado por uma bala que o atravessou do peito às costas, e na Batalha do Alto Viso foi ferido "mortalmente", segundo o diagnóstico do Doutor João Henrique Morley que, mais tarde, dizia ser a sua vida um insulto à Ciência.
Frequentou alguns anos do curso de Matemática na Faculdade de Ciências da Universidade de Coimbra e os dois primeiros anos da Escola do Exército. Em 1868 era Capitão de Infantaria com o exercício de Condutor de 1.ª Classe no Corpo de Engenheiros Civis. Foi, também, Oficial-às-Ordens do Inspector-Geral das Obras Públicas. Escreveu: O Preso de Chillon, traduzido de Lord Byron em versos portugueses, Lisboa, 1833; Reullura, poema, Coimbra, 1840; Instruções práticas sobre as máquinas de vapor, Lisboa, 1843. Publicou várias poesias e artigos na Crónica Literária da Nova Academia Dramática de Coimbra e noutros jornais literários e políticos, como a Revolução de Setembro e O Leiriense, de que foi um dos Fundadores. e também na revista O Panorama (1837-1868).
Nunca aceitou Medalhas nem Comendas e, muitas vezes preterido mercê das suas convicções irredutíveis, morreu simplesmente Tenente-Coronel reformado de Infantaria.
Foi, por duas vezes, Deputado às Cortes, pela primeira vez pelo Círculo Eleitoral de Leiria, na Legislatura de 1858-1859, tendo participado em Comissões a 14 de Abril, 20 de Maio e a 17 de Novembro de 1859 e tido intervenções a 22, 25 e 28 de Junho, 1, 2, 3, 5, 6, 7, 8, 10, 16, 17 (duas vezes), 19, 20, 23, 24, 27, 29 e 30 de Julho, 2, 3, 6, 7, 11, 12, 13 e 14 de Agosto, 10, 13, 17, 22, 23, 24, 25, 27, 29 e 30 de Novembro e 1, 2, 4, 6, 7 (duas vezes), 9, 10, 11, 13, 14, 21, 22, 29 e 31 de Dezembro de 1858, a 3, 4, 5, 7, 8, 11, 12, 14, 15, 21, 26, 28 e 31 (duas vezes) de Janeiro, 4, 5, 7, 12, 15, 19, 21, 22, 23, 25 e 26 de Fevereiro, 1, 3, 4, 9, 10, 12, 14, 19, 21, 22, 23, 24, 26, 28, 29 (duas vezes) de Março, 1, 4, 6, 7 (duas vezes), 8, 9, 11, 13, 14, 16, 18, 26 e 30 de Abril, 2, 5, 7, 10, 14, 17, 20 (duas vezes), 21, 23, 25, 26 e 28 de Maio e a 8, 14, 18 e 23 de Novembro de 1859, e na Legislatura de 1860-1861, tendo participado em Comissões a 14 de Fevereiro de 1860 e a 11 de Janeiro de 1861 e tido intervenções a 7, 14, 15, 17, 22, 23, 24, 25 (duas vezes), 28 e 29 de Fevereiro, 2, 3, 5, 6, 9, 10, 12, 14, 20, 21, 26 e 29 de Março, 2, 3, 10, 11, 13, 17, 20, 23, 24, 26 e 30 de Abril, 1, 2, 3, 4, 5, 9, 10, 16, 18, 19, 21, 26 e 28 de Maio, 1, 5, 11, 14, 20, 22, 25 e 27 de Junho, 5, 6, 10, 11, 12, 13 (duas vezes), 14, 16, 18, 19, 21, 23, 25 e 28 de Julho e 1 e 3 de Agosto de 1860, e a 12, 15, 16, 21, 23, 28, 29, 30 e 31 de Janeiro, 4, 6, 8, 11, 13, 19, 20, 22, 25 e 27 de Fevereiro e 1, 4, 5, 6, 8, 12 (duas vezes), 15, 20, 22, 26 e 27 de Março de 1861.
Foi, também, Representante das Companhias Britânicas "Brazilian and Eastern Telegraph Co.", sendo sob a sua gerência que se montaram os cabos submarinos em Portugal.

## Casamento e descendência
Casou em Loures, Sacavém, a 7 de Janeiro de 1844 com Matilde da Conceição Raposo (Torres Vedras, Freiria, 20 de Maio de 1818 - ?), filha de José dos Reis e de sua mulher Leocádia da Conceição, de quem teve uma filha e dois filhos:
- Maria do Amparo Raposo Mouzinho de Albuquerque (Lisboa, São Mamede, 16 de Janeiro de 1843 - ?), casada em Leiria, Leiria, na Sé, a 23 de Agosto de 1863 com Diogo de Faria Pinho e Vasconcelos Soares de Albergaria (Figueiró dos Vinhos, Figueiró dos Vinhos, 8 de Novembro de 1840 - ?), com geração
- Luís da Silva Mouzinho de Albuquerque (Loures, Sacavém, c. 1843 – Lisboa, 19 de Julho de 1920)
- José Diogo Raposo Mouzinho de Albuquerque (Leiria, Pousos, Quinta do Lapedo, 29 de Abril de 1845/9 – 5/6 de Abril de 1924)

Houve, também, de Mafalda Augusta Barbosa de Miranda de Seabra Jacques (Marinha Grande, Marinha Grande, 25 de Maio de 1839 - ?), filha perfilhada de José Barbosa de Miranda e de Brízida da Encarnação, senhora com quem – depois de separado de sua esposa – viveu quarenta e três anos e "foi o romance de toda a sua vida" (sic), um filho e quatro filhas que legitimou:
- Brás Mouzinho de Albuquerque (Lisboa, Sacramento, 30 de Março de 1859 – Lisboa, Santa Maria de Belém, 16 de Janeiro de 1922)
- Mécia Mouzinho de Albuquerque (Lisboa, São José ou Leiria, Leiria, 1/2 de Dezembro de 1860/1870 – Lisboa, Alcântara, 9 de Fevereiro ou 10 de Março de 1961)
- Dulce Mouzinho de Albuquerque (Leiria, Leiria, 13 de Junho de 1865 - ?), casada em Lisboa, Ajuda, a 19 de Julho de 1888 com Joaquim Júlio Borges (Lisboa, Santa Maria de Belém, 9 de Novembro de 1856 – Lisboa, 7 de Janeiro de 1922)
- Laura Mouzinho de Albuquerque (27 de Setembro de 1869[13] – Lisboa, Alcântara, 16 de Fevereiro de 1963), solteira e sem geração
- Mafalda Mouzinho de Albuquerque (Lisboa, Socorro, 9 de Dezembro de 1874 - ?)